# Rucowe Lasy
Rucowe Lasy (dodatkowa nazwa w j. kaszub. Rucowé Lasë; niem. Rutzenwalde) – osada kaszubska w Polsce na Równinie Charzykowskiej w rejonie Kaszub zwanym Gochami położona w województwie pomorskim, w powiecie bytowskim, w gminie Lipnica. Wieś wchodzi w skład sołectwa Osusznica.
W latach 1975–1998 miejscowość administracyjnie należała do województwa słupskiego.